# Eva Herzigová
Eva Herzigova (Litvínov, 1973. március 10. –) cseh modell és színésznő.

## Élete
Litvínovban, az akkori Csehszlovákia területén született (a mai Csehországban). Anyja titkárnő, apja villanyszerelő volt, egy lánytestvére van. Szülei szerették volna, ha lányuk valami másik munkát is vállalna a modellkedés mellett.
Gyermekkorában sok sportágban kipróbálta magát: torna, kosárlabda, kerékpár és a terepsíelés. Modell pályafutását 16 évesen, egy prágai szépségverseny megnyerésével kezdte 1989-ben. Párizsba ment. Első fontos megjelenése az 1990-es években a Wonderbra kampánya volt, szerepelt a Guess? Farmer reklámokban. Evát a '90-es évek Marilyn Monroe-jának kiáltották ki. Megjelent a Victoria’s Secret katalógusban és az Elle magazin címlapján is. Tagja volt a Thomas Zeumer Metropolitan Modelsnek. Több filmben is szerepelt, szülei azzal "biztatták", hogy 60 évesen már nem lehetsz modell, de színésznő még igen. 2004 augusztusában meztelen képek jelentek meg róla a Playboyban. A 2006-ban ő volt a Vénusz a 2006-os téli olimpia megnyitó ünnepségén.
Négy nyelven beszél: angolul, csehül, oroszul és franciául.

## Magánélete
1996 szeptemberében férjhez ment a Bon Jovi együttes dobosához, Tico Torreshez, a pazar esküvőn neves vendégei között Donald Trump is jelen volt. A pár 1998 júniusában elvált. 2000-ben kapcsolata volt Guy Oseary-val, a Maverick Records vezérigazgatójával. Párjától, Gregorio Marsiaj olasz üzletembertől három fia született, George (2007), Philipe (2011) és Edward (2013).

## Filmjei
| Év   | Cím        | Eredeti cím                | Szerep               |
| ---- | ---------- | -------------------------- | -------------------- |
| 2005 |            | The Picture of Dorian Gray |                      |
| 2005 |            | Eva - short by Gaspar Noé  | Önmaga               |
| 2004 | Modigliani | Modigliani                 | Olga Khokhlova       |
| 2000 |            | Just for the Time Being    | Christine            |
| 1998 |            | L' Amico del cuore         | Frida Seta           |
| 1995 |            | Les Anges gardiens         | Tchouk Tchouk Nougat |
| 1992 | Inferno    | Inferno                    |                      |

## Fordítás
- Ez a szócikk részben vagy egészben  az   Eva Herzigova című angol Wikipédia-szócikk fordításán alapul.  Az eredeti cikk szerkesztőit annak laptörténete sorolja fel. Ez a jelzés csupán a megfogalmazás eredetét és a szerzői jogokat jelzi, nem szolgál a cikkben szereplő információk forrásmegjelöléseként.